# تپه قره چانلقلیق
تپه قره چانلقلیق مربوط به دوره اشکانیان - دوره ساسانیان است و در شهرستان میانه، بخش کاغذ کنان، دهستان کاغذ کنان شمالی، ۱ کیلومتری غرب روستای ابابین واقع شده و این اثر در تاریخ ۲۷ اسفند ۱۳۸۷ با شمارهٔ ثبت ۲۶۳۹۳ به‌عنوان یکی از آثار ملی ایران به ثبت رسیده‌است.